# His Son (film 1911 Haldane)
His Son è un cortometraggio muto del 1911 diretto da Bert Haldane.

## Trama
Un uomo procura un rifugio ad un evaso che si rivela essere suo figlio.

## Produzione
Il film fu prodotto dalla Hepworth.

## Distribuzione
Distribuito dalla Hepworth, il film - un cortometraggio di 213 metri - uscì nelle sale cinematografiche britanniche nel settembre 1911.
Si conoscono pochi dati del film che, prodotto dalla Hepworth, fu distrutto nel 1924 dallo stesso produttore, Cecil M. Hepworth. Fallito, in gravissime difficoltà finanziarie, il produttore pensò in questo modo di poter almeno recuperare il nitrato d'argento della pellicola.